# Maison Louis Max
La Maison Louis Max est un producteur et négociant en vins de Bourgogne, fondée en 1859 et basée à Nuits-Saint-Georges.

## Histoire
En 1859, Evgueni Louis Max, fils d’un producteur de vin en Géorgie, s’installe à Nuits-Saint-Georges au cœur de la Bourgogne pour y fonder sa maison de négoce. La crise du phylloxéra ne semble pas entraver le développement de la maison puisqu'en 1889, Théodore Max, fils d’Evgueni et dirigeant de l’époque, fait bâtir la maison rue de Chaux, abritant les nouveaux bureaux, la salle de dégustation et surtout sa cave sur deux étages pour l’élevage du vin, encore utilisée aujourd’hui.
Durant la première moitié du XXe siècle, la maison Louis Max s’efforce de renforcer sa réputation et sa présence sur les terroirs de la côte d'Or. Ce n'est qu'après la Seconde Guerre mondiale que Louis Max procède à de nombreux achats de propriétés, y compris le Domaine La Marche en Mercurey, mais aussi des propriétés dans le sud de la France, en Corbières. 
Après un essoufflement à la fin des années 90, une nouvelle direction vole la tête de la maison en 2007 et redynamise l’ensemble de la production. Les domaines appartenant à Louis Max sont alors passés en agriculture biologique pour donner toute la place au terroir dans l’élaboration des vins.

## Domaines
Louis Max est propriétaire des domaines suivants :
- Domaine La Marche (y compris le Clos La Marche en monopole) en Mercurey, 24 hectares ;
- Chateau Pech-Latt en Corbières, 135 hectares ;
- Domaine la Lyre en Côtes-du-Rhône.